# Allan Arigoni
Allan Arigoni (* 4. November 1998 in Zürich) ist ein Schweizer Fussballspieler.

## Karriere

### Verein
Arigoni begann seine Laufbahn in der Tessiner Nachwuchsauswahl Team Ticino, bevor er im Sommer 2016 zum Grasshopper Club Zürich wechselte. Bei den Grasshoppers wurde er zunächst in der zweiten Mannschaft eingesetzt, für die er bis Saisonende 13 Spiele in der viertklassigen 1. Liga absolvierte. In der folgenden Spielzeit kam der Verteidiger zu 20 Partien in der vierthöchsten Schweizer Spielklasse. Zudem gab er am 25. Februar 2018, dem 23. Spieltag, beim 1:0 im Stadtderby gegen den FC Zürich sein Debüt für die erste Mannschaft in der erstklassigen Super League. Zur nächsten Saison 2018/19 wurde er fest ins Profikader befördert, Arigoni bestritt jedoch verletzungsbedingt lediglich eine weitere Partie für die Profis in der Super League sowie vier Spiele für die Reserve in der 1. Liga. Die erste Mannschaft stieg schlussendlich als Tabellenletzter in die Challenge League ab. In der Spielzeit 2019/20 avancierte er zum Stammspieler und kam bis Saisonende zu 26 Einsätzen in der zweithöchsten Spielklasse. In der folgenden Saison absolvierte er 18 Spiele in der Challenge League, wobei er ein Tor erzielte. Der Schweizer Rekordmeister stieg schliesslich als Tabellenerster in die Super League auf.
Zur Saison 2022/23 wechselte er ligaintern zum FC Lugano. Für die Spielzeit 2024 wechselte er leihweise mit Kaufoption in die USA zu Chicago Fire.

### Nationalmannschaft
Arigoni spielte 2016 insgesamt viermal für die Schweizer U-18- und U-19-Teams. Im März 2018 kam er einmal für die U-20-Auswahl zum Einsatz.